# Mile Škorić
Mile Škorić, född 19 juni 1991, är en kroatisk fotbollsspelare som spelar för Osijek.

## Klubbkarriär
Inför säsongen 2013/2014 återvände Škorić till Osijek.

## Landslagskarriär
Škorić debuterade för Kroatiens landslag den 27 maj 2017 i en 2–1-vinst över Mexiko.